# フリードリヒ2世 (ザクセン選帝侯)

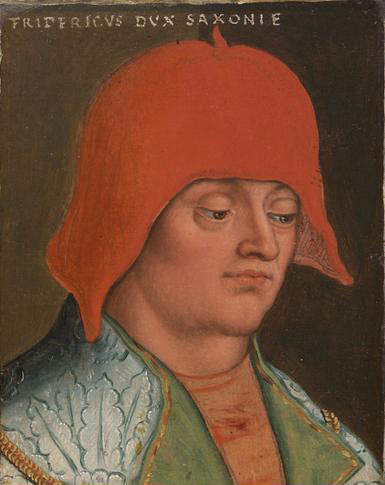
フリードリヒ2世

フリードリヒ2世（Friedrich II., 1412年8月22日 - 1464年9月7日）は、ザクセン選帝侯（在位：1428年 - 1464年）、テューリンゲン方伯（在位：1440年 - 1445年）。寛大公（der Sanftmütige）と呼ばれた。ザクセン選帝侯フリードリヒ1世と妃でリューネブルク侯ハインリヒ1世の娘であるカタリーナの間の長子として生まれた。テューリンゲン方伯、ルクセンブルク公ヴィルヘルム3世の兄。

## 生涯
1428年に父が死ぬと、3人の弟ジギスムント、ハインリヒ、ヴィルヘルム3世と共にザクセン選帝侯領を相続した。1433年、ヴェッティン家はそれまで抗争を続けていたフス派との講和を結んだ。1438年、ザクセンではフリードリヒ2世の下で最初の領邦議会が開催されたと考えられている。領邦議会はこの時、財政上の問題に関する新制度の導入がなされる場合、統治者の召喚なしに集まって評決をとる権利を与えられている。
ハインリヒが1435年に夭折し、ジギスムントが1440年にヴュルツブルク司教となる際に継承権を放棄、同年に父の従弟のテューリンゲン方伯フリードリヒ4世が亡くなると、フリードリヒ2世と末弟ヴィルヘルム3世が領土を分割相続することになった。1445年のアルテンブルク分割協定により、ヴィルヘルム3世はヴェッティン家領の東部を構成するテューリンゲンとフランケン地方を与えられた。家領内の鉱山は兄弟で共同管理することになった。しかし領土の分配に関する兄弟争いのため、翌1446年には両者の間でザクセン兄弟戦争が勃発した。この内戦は1451年1月27日のナウムブルク条約の締結により終結した。
1459年にボヘミアの町ヘプ（エーガー）で結ばれたエーガー条約では、フリードリヒ2世、ヴィルヘルム3世兄弟と、ボヘミア王イジーとの間でザクセンとボヘミアの間の国境が画定された。同条約で国境地帯と定められたエルツ山地およびエルベ川中流域は現在でもドイツとチェコの国境となっており、この国境はヨーロッパに現存する中では最も古い国境である。
フリードリヒ2世が死ぬと、2人の息子エルンストとアルブレヒトが後を継いだ。ヴィルヘルム3世は男子のないまま1482年に死んだため、テューリンゲン領はフリードリヒ2世の系統に回収された。1485年にエルンスト、アルブレヒト兄弟は領土を分割、前者の系統はエルネスティン家、後者の系統はアルベルティン家に分裂していった。

## 子女
1431年6月3日、内オーストリア公エルンストの娘で神聖ローマ皇帝フリードリヒ3世の妹であるマルガレータと結婚し、間に8人の子女をもうけた。
- アマリア（1436年 - 1501年） - 1452年、バイエルン＝ランツフート公ルートヴィヒ9世と結婚
- アンナ（1437年 - 1512年） - 1458年、ブランデンブルク選帝侯アルブレヒト・アヒレスと結婚
- フリードリヒ（1439年 - 1451年）
- エルンスト（1441年 - 1486年） - ザクセン選帝侯
- アルブレヒト（1443年 - 1500年） - ザクセン公
- マルガレーテ（1444年 - 1498年） - ゾイスリッツ女子修道院院長
- ヘートヴィヒ（1445年 - 1511年） - クエートリンブルク女子修道院院長
- アレクサンダー（1447年）